# Министерство культуры и равноправия Норвегии
Министерство культуры и равноправия Норвегии (норв. Kultur- og likestillingsdepartementet) отвечает за культурную политику, правила и другие вопросы, связанные с средствами массовой информации и спортом. Министерство было создано в 1982 году и было названо Министерством культуры и науки. До того времени главную ответственность по культурным вопросам в Норвегии несло Министерство церкви и образования. Министерство подотчетно Стортингу. Министр с 28 июня 2023 года — Любна Яфферю (Рабочая партия).

## Организационная структура

### Отделы
- Отдел культуры
- Отдел политики в отношении СМИ и авторского права
- Отдел спортивной политики
- Отдел  по административным вопросам
- Отдел связи